# Carga Global de Morbidade

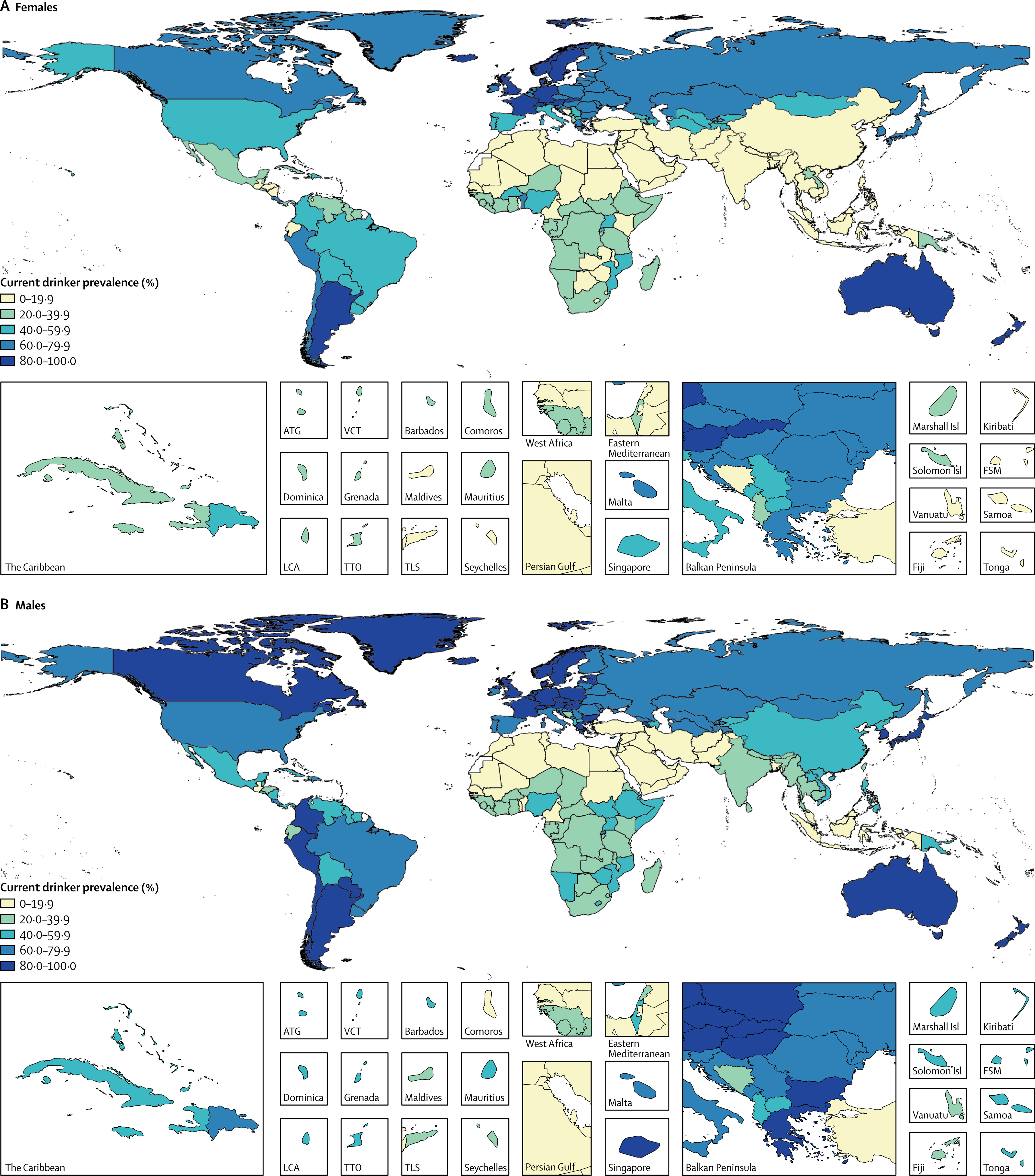
Consumo de bebida alcoólica por idade.

A Carga Global de Morbidade (CGM) é um estudo de mortalidade e incapacitação causada por 107 doenças e 10 fatores de risco. É um programa com a colaboração de mais de 1.800 pesquisadores de 127 países, cujo objetivo foi fornecer informações sobre as doenças com maior incidência em escala global.
O estudo é sediado no Institute for Health Metrics and Evaluation (IHME) da Universidade de Washington e financiado pela Fundação Bill e Melinda Gates.

## Fatores de risco
- Desnutrição:
  - Desnutrição infantil e materna
  - Baixo peso
  - Anemia, vitamina A e zinco
  - Baixo consumo de frutas, legumes
  - Pouca atividade física
- Hipertensão, hipercolesterolemia e obesidade
- Sexo inseguro, sem contracepção ou proteção contra DSTs
- Abuso de tabaco, álcool e outras drogas.
- Água insalubre, poluição, chumbo e mudança climática
- Ocupacional:
  - Acidentes de trabalho
  - Cânceres
  - Partículas
  - Ergonomia
  - Ruído ambiental
- Injeções inseguras
- Abuso sexual infantil

### Problemas prevalentes nos países em desenvolvimento
- Baixo peso
- Sexo inseguro
- Águas insalubres

### Problemas prevalentes em países desenvolvidos
- Fumar cigarro
- Hipertensão (HTA).
- Alcoolismo